# Alocar de la riera de Cabrils
L'Alocar de la riera de Cabrils és un alocar de Cabrils (Maresme) inclòs a l'inventari de la Xarxa Natura 2000.

## Descripció
Alocar fragmentari situat al llarg dels marges de la riera de Cabrils. Fa uns anys aquest alocar era molt més continu i dens, però arran de diverses obres fetes a la riera, l'han anat malmetent i actualment resten pocs peus d'aloc i són força esparsos. L'alocar (Vinco-Viticetum agnicasti) és una comunitat vegetal que creix a les ribes de les rieres i rambles més eixutes del litoral silícic Català on troba un clima suau i suficient humitat freàtica. Malgrat tot, la urbanització i transformació del territori fan que cada cop sigui menys abundant. L'aloc, de nom científic Vitex agnus-castus, és l'únic representant llenyós autòcton de la família de les verbenàcies present als Països Catalans. És un arbust d'alçada compresa entre 1 i 3 m, que esporàdicament pot arribar fins els 6 m. Es caracteritza per tenir les fulles oposades (surten de la tija oposades dos a dos), amb un pecíol força llarg i són palmades (com una ma oberta). Les flors són d'un color blau lilós molt intens i es reuneixen en llargues espigues terminals molt vistoses a l'estiu. El fruit és una drupa globulosa de color negre vermellós, que recorda a un gra de pebre.

## Història
L'alocar és un hàbitat d'interès comunitari citat a la Directiva Hàbitats Europea (97/62/CEE). L'alocar de Cabrils està inclòs, entre d'altres, a les "Al·legacions a l'ampliació de la xarxa natura 2000" presentades pel Projecte d'Estudi i Conservació dels Alocars del Maresme al Departament de Medi Ambient i Habitatge de la Generalitat de Catalunya.